# Dries Depoorter
Dries Depoorter (Anzegem, 1991) is een Belgisch kunstenaar die installaties, apps en games maakt. Hij behandelt vaak thema's als privacy, kunstmatige intelligentie, data en sociale media.

## Biografie
Depoorter studeerde zes jaar electronica aan het VTI Waregem maar ging later mediakunst studeren aan de Koninklijke Academie voor Schone Kunsten van Gent. Hij werkte een tijdje bij een reclamebureau tot hij in 2015 zich volledig toelegde op zijn eigen werk.
Depoorter exposeerde sinds 2012 op tientallen plekken, waaronder bij Het Nieuwe Instituut in Rotterdam, het Barbican Centre in Londen, Art Basel, het Mutek festival in Montreal, MU Hybrid Art House in Eindhoven en Ars Electronica in Linz. 
In 2023 ontving Depoorter de Rise 25 Award van Mozilla, een prijs voor 25 mensen die de digitale toekomst vormgeven. 
Depoorter woont en werkt in Gent. 

## Selectie van werken

### Get Popular Vending Machine (2016)
Dit is een verkoopautomaat waarmee kraskaartjes kunnen worden gekocht voor 1 euro. Deze kaartjes zijn vergelijkbaar met krasloten, waar de koper 5% kans heeft op 25.000 nepvolgers op Instagram of Twitter. De automaat stond onder andere op Pukkelpop, Impakt Festival en Smile Safari.

### Die With Me (2018)
Een project dat internationaal veel aandacht verkreeg was Die With Me (2018, samen met David Surprenant), een app voor smartphones waarin je kunt chatten met andere gebruikers van de app, echter alleen wanneer de telefoon minder dan 5% batterij over heeft. Het project was in opdracht gemaakt van DocLab, het nieuwe media-programma van het International Documentary Film Festival Amsterdam (IDFA). 

### The Flemish Scrollers (2021)
Voor dit werk maakte Depoorter gebruik van computer vision-technologie om Belgische politici te detecteren in het Vlaams parlement als ze op hun telefoon kijken. De vergaderingen van het parlement worden gestreamed op YouTube. Zodra de software een politicus detecteert wordt deze gepost op de bij het project behorende Twitter en Instagram-account. Over het project verschenen onder andere artikelen in De Standaard en Knack.